# Edgar André
|  | Aquest article tracta sobre el comunista alemany Edgar André. Vegeu-ne altres significats a «Batalló Edgar André». |

Edgar Josef André, o Etkar Josef André (Aquisgrà, 17 de gener del 1894 − 4 de novembre del 1936) va ser un polític del Partit Comunista d'Alemanya (KPD) i un militant antifeixista executat per decapitació pel règim hitlerià.
En honor seu es va donar el seu nom a la primera unitat de brigadistes que es van formar a Espanya durant la Guerra Civil espanyola.